# グレン・ミケンズ
グレン・ロジャー・ミケンズ（Glenn Roger Mickens , 1930年7月26日 - 2019年7月9日）は、アメリカ合衆国カリフォルニア州出身の元プロ野球選手（投手）。

## 経歴
カリフォルニア大学ロサンゼルス校在学中の1950年にブルックリン・ドジャースとマイナー契約。1953年7月にメジャー昇格すると、ジャッキー・ロビンソンやギル・ホッジスらの大選手をバックに、4試合に登板したものの0勝1敗、防御率11.37と結果を残せず、7月末に再びマイナーへ降格。以降、一度もメジャーに昇格することなく、1958年までマイナーでプレー。
ドジャース時代にアメリカ南部に遠征した際、大学の先輩として仲のよかったロビンソンが同じバスへの乗車やホテルで同席での会食を運営者に拒まれたことに疑問を抱いて、監督のチャック・ドレッセンに尋ねると、「今、俺たちは南部にいるからだ。これが南部のやり方なんだ」と返答された。
1959年に来日し、近鉄バファローへ入団すると、1年目からエースとなりチームトップの11勝、防御率2.41（リーグ7位）をマーク。この年の近鉄は39勝91敗のチーム成績で、ミケンズはチーム全勝利の1/4以上を記録した。2年目の1960年にはチームだけで43勝しかしていない中で、チーム唯一の二桁勝利で自己最多となる13勝、防御率2.23（リーグ5位）を挙げる。同年のオールスターに選出され、7月27日の第3戦（後楽園）に先発し、全セに対して3回1安打無失点の成績（長嶋茂雄や森徹とも対戦）で、最終的に勝利投手となり、優秀投手賞を受けた。
1961年は、防御率は前年と大差のない2.42にもかかわらず、貧弱な味方打線のために5勝11敗の成績だった。2年連続でオールスターにも選ばれ、全2戦にリリーフ登板して3回無失点と好投し、7月18日の第1戦（中日）では2年連続優秀投手を受賞。同年に退任する千葉茂監督にはリリーフ時に「グレン、リメンバーパールハーバーや」とハッパをかけられていた。以降は2桁勝利はなかったが、1963年（チーム名は1962年から「近鉄バファローズ」となる）まで投手陣の一角を担った。1963年8月21日の南海戦（日生）では3-3の同点で迎えた9回表、南海は1死1塁の場面で打者は3番バディ・ピートを迎える。ここで別当薫監督はミケンズをリリーフ登板させ、ピートは初球のシュートに手を出しショートゴロ併殺打で3アウト。その裏に近鉄は1死満塁のサヨナラのチャンスで代打・島田光二を迎え、打球は平凡な二塁へのゴロであったが、前進守備の二塁手・森下整鎮がエラーし近鉄のサヨナラ勝ちとなり、ミケンズは日本プロ野球初の1球勝利投手となった。その3日前（18日）の東映戦（日生）でも5球で勝利を手にしており、「6球で2勝」を挙げた形になった。1963年限りで退団。
退団後、尾羽打ち枯らしたミケンズが近鉄本社に現れ、やっていけるから何とか使ってくれ、と泣きついたとの話も伝わっている。その後は1989年まで母校のカリフォルニア大学ロサンゼルス校でコーチを務めた。

## 選手としての特徴
スリークォーターから繰り出されるカーブ・シュート・スライダーなど多彩な変化球主体のピッチングで、特にシュートが冴えた。また、その変化球はそのほとんどがよく沈んだが、当時はまだ落ちる球が珍しく、走者を出すと落ちる球で併殺打に仕留めていた。

## エピソード
近鉄のスカウトを務めた荒井健は「ミケンズというのは本当にわがままだったです。それに頭がいい。一年目の年俸は1万ドルです。そのほかに飛行機代の往復、生活費として100万円で契約したんです。その上、15勝以上したら1勝につき100ドルとか、防御率が2点以下のときは、0.1について100ドルとか。そのかわり、必ず250イニングは投げなくちゃいけない、何試合投げないといけないとか、そういう契約の仕方です。それでこちらに野球の知識がないから契約しちゃったわけです。ミケンズが13勝したとき、給料が2万ドルぐらいになりましたから、大津とかが『俺も10勝してるのに何でミケンズの給料の五分の一なんだ』と怒りまして、チームのガタガタになりました」などと証言している。
来日後は上本町の近鉄百貨店近くにある桂荘という、現在のアパートを豪華にしたような所を宿舎にしていた。近くに野球が出来る公園があり夏には短パン、ランニング姿で現れ一人で硬球を大きく頭上に打上、素早く地面に置いたグローブを拾い自分で受けるという事をよくしていた。そして同公園で野球をしている子供たちと一緒になって野球をしたりする優しい面もあった。サインなど紙切れなどにも、嫌な顔をせずに応じていた。ただ硬球を小学生が持っているバットで打つものだからよく折っていた。夫人とベビーカーを押し公園回りを散歩するなど家庭人らしい一面もあった。

### ミケンズルール
1960年5月24日の東映戦（駒澤）。6-0と近鉄リードで迎えた9回裏の東映の攻撃で、先発のミケンズは1アウトから毒島章一を四球で出塁させる。続く吉田勝豊は一塁ゴロに打ち取ったものの、これを一塁手の関根潤三が悪送球したために一・三塁となる。張本勲の二塁ゴロで吉田を二塁で封殺する間に毒島が生還。完封を逃したミケンズは山本八郎に2ラン本塁打を打たれてしまった。試合はこのまま近鉄が6-3で逃げ切り、ミケンズには自責点2が記録された。
この試合で自らに自責点が記録されたことに対して納得のいかないミケンズは翌日の同カードの試合前、ネット裏記録席にパ・リーグ記録部長の山内以九士を訪ね、「吉田の一塁ゴロが失策でなければこれで2アウト、張本の二塁ゴロで3アウトとなるから、以降の失点は投手の責任ではない。したがって私の自責点は0だ」と抗議したが、山内は「記録は規則どおりで、君の主張は自己流に解釈したものだ」とミケンズの主張を却下した。当時の野球規則10.18(a)には「自責点は安打、犠打、犠飛、盗塁、刺殺、野選、四死球、ボーク、暴投によりプレーヤーが本塁に達するたびごとに記録される。ただし守備側と攻撃側と入れ替わる機会を逸したあとはこの限りではない」と明記されており、後半（太字）部分は「2死後、第3アウトとなるはずの走者が失策で生きた場合（例えば三振-三振-遊ゴロ失）、以降の失点は自責点とならない」と解釈されていた。この解釈だと「山本が失策で出塁した場合に、失点がミケンズの責任ではなくなる」となるのだが、山内が原文やメジャーの実例を調査していくうちに実はこの解釈が誤りで、「アウトカウントにかかわらず、失策がなければ当然アウトとなるはずの走者が生きた場合（例えば三振-遊ゴロ失-三振と順序が変わっても）はそれぞれ1アウトと仮定して計算、仮定の3アウト目以降の失点は自責点とならない」とするのが正しいことが分かった。これだとミケンズの主張どおり、自責点は0となる。当時ミケンズは球団側と防御率による出来高契約を結んでいたため、このような規則には相当詳しかったといわれる。この解釈の変更は1961年から行われた。

## 詳細情報

### 年度別投手成績
| 年 度    | 球 団    | 登 板 | 先 発 | 完 投 | 完 封 | 無 四 球 | 勝 利 | 敗 戦 | セ 丨 ブ | ホ 丨 ル ド | 勝 率 | 打 者 | 投 球 回 | 被 安 打 | 被 本 塁 打 | 与 四 球 | 敬 遠 | 与 死 球 | 奪 三 振 | 暴 投 | ボ 丨 ク | 失 点 | 自 責 点 | 防 御 率 | W H I P |
| -------- | -------- | ----- | ----- | ----- | ----- | -------- | ----- | ----- | -------- | ----------- | ----- | ----- | -------- | -------- | ----------- | -------- | ----- | -------- | -------- | ----- | -------- | ----- | -------- | -------- | ------- |
| 1953     | BRO      | 4     | 2     | 0     | 0     | 0        | 0     | 1     | 0        | --          | .000  | 33    | 6.1      | 11       | 2           | 4        | --    | 0        | 5        | 0     | 0        | 9     | 8        | 11.37    | 2.37    |
| 1959     | 近鉄     | 38    | 17    | 10    | 2     | 1        | 11    | 13    | --       | --          | .458  | 918   | 234.2    | 189      | 13          | 47       | 2     | 4        | 119      | 1     | 0        | 79    | 63       | 2.41     | 1.01    |
| 1960     | 近鉄     | 37    | 16    | 15    | 2     | 2        | 13    | 10    | --       | --          | .565  | 1007  | 253.1    | 200      | 8           | 62       | 1     | 7        | 179      | 4     | 1        | 87    | 63       | 2.23     | 1.03    |
| 1961     | 近鉄     | 26    | 9     | 7     | 1     | 1        | 5     | 11    | --       | --          | .313  | 595   | 145      | 139      | 6           | 28       | 5     | 3        | 89       | 1     | 0        | 61    | 39       | 2.42     | 1.15    |
| 1962     | 近鉄     | 39    | 26    | 4     | 2     | 0        | 8     | 9     | --       | --          | .471  | 787   | 190      | 171      | 14          | 42       | 2     | 11       | 115      | 1     | 0        | 93    | 59       | 2.79     | 1.12    |
| 1963     | 近鉄     | 29    | 11    | 0     | 0     | 0        | 8     | 8     | -        | --          | .500  | 362   | 85.2     | 89       | 5           | 24       | 1     | 5        | 44       | 4     | 0        | 42    | 33       | 3.45     | 1.32    |
| MLB:1 年 | MLB:1 年 | 4     | 2     | 0     | 0     | 0        | 0     | 1     | 0        | --          | .000  | 33    | 6.1      | 11       | 2           | 4        | --    | 0        | 5        | 0     | 0        | 9     | 8        | 11.37    | 2.37    |
| NPB:5年  | NPB:5年  | 169   | 79    | 36    | 7     | 4        | 45    | 51    | --       | --          | .469  | 3669  | 908.2    | 788      | 46          | 203      | 11    | 30       | 546      | 11    | 1        | 362   | 257      | 2.54     | 1.09    |

- 各年度の太字はリーグ最高

### 記録
NPB
- 初登板：1959年4月18日、対東映フライヤーズ1回戦（藤井寺球場）、9回表1死から3番手で救援登板・完了、2/3回無失点
- 初先発登板：1959年4月21日、対阪急ブレーブス1回戦（日本生命球場）、9回4失点（自責点1）で勝敗つかず
- 初完投：1959年4月29日、対南海ホークス4回戦（日本生命球場）、11回3失点（自責点2）で敗戦投手
- 初勝利・初完投勝利：1959年5月3日、対東映フライヤーズ5回戦（駒沢球場）、9回2失点
- 初完封：1959年8月23日、対西鉄ライオンズ20回戦（日本生命球場）
- オールスターゲーム出場：2回 （1960年、1961年）

### 背番号
- 46 （1953年）
- 23 （1959年）
- 18 （1960年 - 1963年）